# 全日广播公司
全日放送（韓語：전일방송）是一间已经被合并到韓國KBS的商业广播公司，总部位于光州。

## 历史
1971年4月24日，全日放送开始运营，呼号HLAA，频率1220千赫 ，输出功率20千瓦 ，1978年更改广播频率为1224 kHz。尽管它是东洋广播公司的转播台，但当地报纸全南日报承揽了该广播公司多数节目的制作。
因時任韓國總統全斗焕实施“言论统废合”政策，该广播公司于1980年11月30日停运并被合并到KBS光州广播电台（今光州放送总局）， 全日放送原使用的呼号和频率亦被KBS接管（即光州第二台）。2001年12月，随着第二台改为FM广播（Happy FM），该台原使用的频率改播第三台（爱之广播）。